# Wereldkampioenschap superbike van Misano 2005
Het wereldkampioenschap superbike van Misano 2005 was de zesde ronde van het wereldkampioenschap superbike en het wereldkampioenschap Supersport 2005. De races werden verreden op 26 juni 2005 op het Circuito Internazionale Santa Monica nabij Misano Adriatico, Italië.

## Superbike

### Race 1
De race werd na 4 ronden stilgelegd vanwege een ongeluk van Norino Brignola. Later werd de race herstart over een lengte van 20 ronden. De uitslagen van deze races werden bij elkaar opgeteld zodat hier een einduitslag uit opgemaakt kon worden.
| Pos | Nr  | Rijder              | Constructeur | Rondes | Tijd        | Grid | Punten |
| --- | --- | ------------------- | ------------ | ------ | ----------- | ---- | ------ |
| 1   | 55  | Régis Laconi        | Ducati       | 24     | 39:07.157   | 3    | 25     |
| 2   | 77  | Chris Vermeulen     | Honda        | 24     | +4.439      | 2    | 20     |
| 3   | 11  | Troy Corser         | Suzuki       | 24     | +8.043      | 1    | 16     |
| 4   | 1   | James Toseland      | Ducati       | 24     | +10.198     | 7    | 13     |
| 5   | 57  | Lorenzo Lanzi       | Ducati       | 24     | +14.105     | 10   | 11     |
| 6   | 41  | Noriyuki Haga       | Yamaha       | 24     | +16.841     | 21   | 10     |
| 7   | 7   | Pierfrancesco Chili | Honda        | 24     | +18.000     | 6    | 9      |
| 8   | 9   | Chris Walker        | Kawasaki     | 24     | +20.110     | 15   | 8      |
| 9   | 10  | Fonsi Nieto         | Ducati       | 24     | +21.468     | 19   | 7      |
| 10  | 31  | Karl Muggeridge     | Honda        | 24     | +22.590     | 4    | 6      |
| 11  | 99  | Steve Martin        | Petronas     | 24     | +24.800     | 8    | 5      |
| 12  | 6   | Mauro Sanchini      | Kawasaki     | 24     | +26.201     | 23   | 4      |
| 13  | 30  | José Luis Cardoso   | Yamaha       | 24     | +27.795     | 14   | 3      |
| 14  | 155 | Ben Bostrom         | Honda        | 24     | +31.185     | 16   | 2      |
| 15  | 8   | Ivan Clementi       | Ducati       | 24     | +34.975     | 12   | 1      |
| 16  | 12  | Lorenzo Alfonsi     | Yamaha       | 24     | +37.297     | 17   |        |
| 17  | 45  | Gianluca Vizziello  | Yamaha       | 24     | +53.084     | 18   |        |
| 18  | 17  | Miguel Praia        | Yamaha       | 24     | +1:25.485   | 32   |        |
| 19  | 73  | Giuseppe Zannini    | Yamaha       | 24     | +2:12.092   | 33   |        |
| 20  | 74  | Adam Badziak        | Suzuki       | 23     | +1 ronde    | 34   |        |
| DNF | 24  | Garry McCoy         | Petronas     | 20     | Uitgevallen | 22   |        |
| DNF | 25  | Alessio Velini      | Ducati       | 18     | Uitgevallen | 30   |        |
| DNF | 71  | Yukio Kagayama      | Suzuki       | 15     | Ongeluk     | 5    |        |
| DNF | 19  | Lucio Pedercini     | Ducati       | 15     | Uitgevallen | 24   |        |
| DNF | 92  | Luca Conforti       | Ducati       | 12     | Uitgevallen | 20   |        |
| DNF | 20  | Marco Borciani      | Ducati       | 10     | Uitgevallen | 27   |        |
| DNF | 200 | Giovanni Bussei     | Honda        | 6      | Ongeluk     | 11   |        |
| DNF | 3   | Norifumi Abe        | Kawasaki     | 6      | Ongeluk     | 25   |        |
| DNF | 76  | Max Neukirchner     | Yamaha       | 6      | Ongeluk     | 9    |        |
| DNF | 75  | Norino Brignola     | Ducati       | 4      | Ongeluk     | 26   |        |
| DNF | 113 | Paolo Blora         | Ducati       | 4      | Uitgevallen | 29   |        |
| DNF | 21  | Michel Nickmans     | Yamaha       | 3      | Ongeluk     | 31   |        |
| DNF | 88  | Andrew Pitt         | Yamaha       | 2      | Ongeluk     | 13   |        |
| DNF | 72  | Michele Gallina     | MV Agusta    | 2      | Ongeluk     | 28   |        |

### Race 2
| Pos | Nr  | Rijder              | Constructeur | Rondes | Tijd           | Grid | Punten |
| --- | --- | ------------------- | ------------ | ------ | -------------- | ---- | ------ |
| 1   | 55  | Régis Laconi        | Ducati       | 25     | 40:46.260      | 3    | 25     |
| 2   | 77  | Chris Vermeulen     | Honda        | 25     | +1.491         | 2    | 20     |
| 3   | 11  | Troy Corser         | Suzuki       | 25     | +3.143         | 1    | 16     |
| 4   | 1   | James Toseland      | Ducati       | 25     | +14.562        | 7    | 13     |
| 5   | 7   | Pierfrancesco Chili | Honda        | 25     | +16.291        | 6    | 11     |
| 6   | 41  | Noriyuki Haga       | Yamaha       | 25     | +18.600        | 21   | 10     |
| 7   | 31  | Karl Muggeridge     | Honda        | 25     | +24.065        | 4    | 9      |
| 8   | 99  | Steve Martin        | Petronas     | 25     | +24.503        | 8    | 8      |
| 9   | 57  | Lorenzo Lanzi       | Ducati       | 25     | +25.865        | 10   | 7      |
| 10  | 200 | Giovanni Bussei     | Kawasaki     | 25     | +28.458        | 11   | 6      |
| 11  | 9   | Chris Walker        | Kawasaki     | 25     | +28.522        | 15   | 5      |
| 12  | 71  | Yukio Kagayama      | Suzuki       | 25     | +31.223        | 5    | 4      |
| 13  | 6   | Mauro Sanchini      | Kawasaki     | 25     | +33.345        | 23   | 3      |
| 14  | 12  | Lorenzo Alfonsi     | Yamaha       | 25     | +35.792        | 17   | 2      |
| 15  | 3   | Norifumi Abe        | Yamaha       | 25     | +39.660        | 25   | 1      |
| 16  | 17  | Miguel Praia        | Yamaha       | 25     | +1:25.453      | 32   |        |
| 17  | 73  | Giuseppe Zannini    | Yamaha       | 25     | +1:37.770      | 33   |        |
| 18  | 74  | Adam Badziak        | Suzuki       | 24     | +1 ronde       | 34   |        |
| DNF | 88  | Andrew Pitt         | Yamaha       | 21     | Uitgevallen    | 13   |        |
| DNF | 24  | Garry McCoy         | Petronas     | 18     | Ongeluk        | 22   |        |
| DNF | 92  | Luca Conforti       | Ducati       | 18     | Uitgevallen    | 20   |        |
| DNF | 76  | Max Neukirchner     | Honda        | 17     | Uitgevallen    | 9    |        |
| DNF | 155 | Ben Bostrom         | Honda        | 14     | Ongeluk        | 16   |        |
| DNF | 25  | Alessio Velini      | Ducati       | 12     | Uitgevallen    | 30   |        |
| DNF | 75  | Norino Brignola     | Ducati       | 11     | Uitgevallen    | 26   |        |
| DNF | 45  | Gianluca Vizziello  | Yamaha       | 10     | Uitgevallen    | 18   |        |
| DNF | 19  | Lucio Pedercini     | Ducati       | 9      | Uitgevallen    | 24   |        |
| DNF | 30  | José Luis Cardoso   | Yamaha       | 8      | Uitgevallen    | 14   |        |
| DNF | 113 | Paolo Blora         | Ducati       | 6      | Uitgevallen    | 29   |        |
| DNF | 10  | Fonsi Nieto         | Ducati       | 5      | Schade ongeluk | 19   |        |
| DNF | 21  | Michel Nickmans     | Yamaha       | 3      | Uitgevallen    | 31   |        |
| DNF | 72  | Michele Gallina     | MV Agusta    | 2      | Uitgevallen    | 28   |        |
| DNF | 8   | Ivan Clementi       | Ducati       | 1      | Ongeluk        | 12   |        |
| DNS | 20  | Marco Borciani      | Ducati       | 0      | Niet gestart   | 27   |        |

## Supersport
| Pos | Nr  | Rijder                | Constructeur | Rondes | Tijd        | Grid | Punten |
| --- | --- | --------------------- | ------------ | ------ | ----------- | ---- | ------ |
| 1   | 16  | Sébastien Charpentier | Honda        | 23     | 38:14.344   | 3    | 25     |
| 2   | 99  | Fabien Foret          | Honda        | 23     | +0.496      | 1    | 20     |
| 3   | 21  | Katsuaki Fujiwara     | Honda        | 23     | +4.981      | 2    | 16     |
| 4   | 11  | Kevin Curtain         | Yamaha       | 23     | +13.367     | 4    | 13     |
| 5   | 23  | Broc Parkes           | Yamaha       | 23     | +19.396     | 7    | 11     |
| 6   | 161 | Simone Sanna          | Honda        | 23     | +22.277     | 8    | 10     |
| 7   | 12  | Javier Forés          | Suzuki       | 23     | +26.558     | 10   | 9      |
| 8   | 30  | Alessandro Antonello  | Kawasaki     | 23     | +26.871     | 12   | 8      |
| 9   | 18  | Cristiano Migliorati  | Kawasaki     | 23     | +26.901     | 9    | 7      |
| 10  | 25  | Tatu Lauslehto        | Honda        | 23     | +27.564     | 13   | 6      |
| 11  | 127 | Robbin Harms          | Honda        | 23     | +31.558     | 21   | 5      |
| 12  | 77  | Barry Veneman         | Suzuki       | 23     | +36.341     | 16   | 4      |
| 13  | 116 | Johan Stigefelt       | Honda        | 23     | +37.712     | 17   | 3      |
| 14  | 82  | Camillo Mariottini    | Honda        | 23     | +38.284     | 11   | 2      |
| 15  | 8   | Stéphane Chambon      | Honda        | 23     | +40.437     | 20   | 1      |
| 16  | 33  | Ivan Goi              | Yamaha       | 23     | +46.639     | 19   |        |
| 17  | 19  | Jarno Janssen         | Suzuki       | 23     | +47.315     | 15   |        |
| 18  | 81  | Arie Vos              | Yamaha       | 23     | +49.916     | 18   |        |
| 19  | 14  | Andrea Berta          | Ducati       | 23     | +1:01.652   | 23   |        |
| 20  | 46  | Piergiorgio Bontempi  | Ducati       | 23     | +1:01.997   | 14   |        |
| 21  | 28  | Sami Penna            | Honda        | 23     | +1:05.751   | 26   |        |
| 22  | 100 | Topi Haarala          | Honda        | 23     | +1:22.805   | 27   |        |
| 23  | 59  | Paweł Szkopek         | Honda        | 23     | +1:30.392   | 25   |        |
| 24  | 88  | Julien Enjolras       | Yamaha       | 23     | +1:30.527   | 22   |        |
| 25  | 31  | Chris Peris           | Suzuki       | 23     | +1:31.388   | 30   |        |
| 26  | 80  | Alessio Anello        | Honda        | 22     | +1 ronde    | 29   |        |
| DNF | 58  | Tomáš Mikšovský       | Honda        | 14     | Uitgevallen | 24   |        |
| DNF | 89  | Juri Proietto         | Kawasaki     | 12     | Uitgevallen | 28   |        |
| DNF | 15  | Matteo Baiocco        | Kawasaki     | 5      | Uitgevallen | 31   |        |
| DNF | 69  | Gianluca Nannelli     | Ducati       | 1      | Ongeluk     | 6    |        |
| DNF | 84  | Michel Fabrizio       | Honda        | 1      | Uitgevallen | 5    |        |

## Tussenstanden na wedstrijd

### Superbike
| Pos | Nr | Rijder          | Team   | Punten |
| --- | -- | --------------- | ------ | ------ |
| 1   | 11 | Troy Corser     | Suzuki | 254    |
| 2   | 77 | Chris Vermeulen | Honda  | 181    |
| 3   | 55 | Régis Laconi    | Ducati | 162    |
| 4   | 71 | Yukio Kagayama  | Suzuki | 148    |
| 5   | 1  | James Toseland  | Ducati | 124    |

### Supersport
| Pos | Nr | Rijder                | Team   | Punten |
| --- | -- | --------------------- | ------ | ------ |
| 1   | 16 | Sébastien Charpentier | Honda  | 140    |
| 2   | 21 | Katsuaki Fujiwara     | Honda  | 106    |
| 3   | 11 | Kevin Curtain         | Yamaha | 93     |
| 4   | 99 | Fabien Foret          | Honda  | 74     |
| 5   | 23 | Broc Parkes           | Yamaha | 60     |

1991 · 1993 · 1994 · 1995 · 1996 · 1997 · 1998 · 1999 · 2000 · 2001 · 2002 · 2003 · 2004 · 2005 · 2006 · 2007 · 2008 · 2009 · 2010 · 2011 · 2012 · 2014 · 2015 · 2016 · 2017 · 2018 · 2019 · 2021 · 2022 · 2023 · 2024 · 2025